# لاري كرين
لاري كرين (بالإنجليزية: Larry Crane)‏ هو كاتب أغاني وعازف قيثارة أمريكي، ولد في 8 أكتوبر 1956.